# Bell YFM-1 Airacuda
El Bell YFM-1 Airacuda fue un avión de caza pesado estadounidense, desarrollado por la Bell Aircraft Corporation a mitad de los años 30 del siglo XX. Fue el primer avión militar producido por Bell. Originalmente designado Bell Model 1, el Airacuda voló por primera vez el 1 de septiembre de 1937. El Airacuda estuvo marcado por llamativos avances de diseño que finalmente inmovilizaron en tierra al avión. 
El Airacuda fue la respuesta de Bell Aircraft a un avión "destructor de bombarderos". Aunque se produjo de forma limitada, y fue formada finalmente una escuadrilla totalmente operativa, sólo se construyeron un prototipo y 12 modelos de serie, en tres versiones ligeramente diferentes.

## Diseño y desarrollo

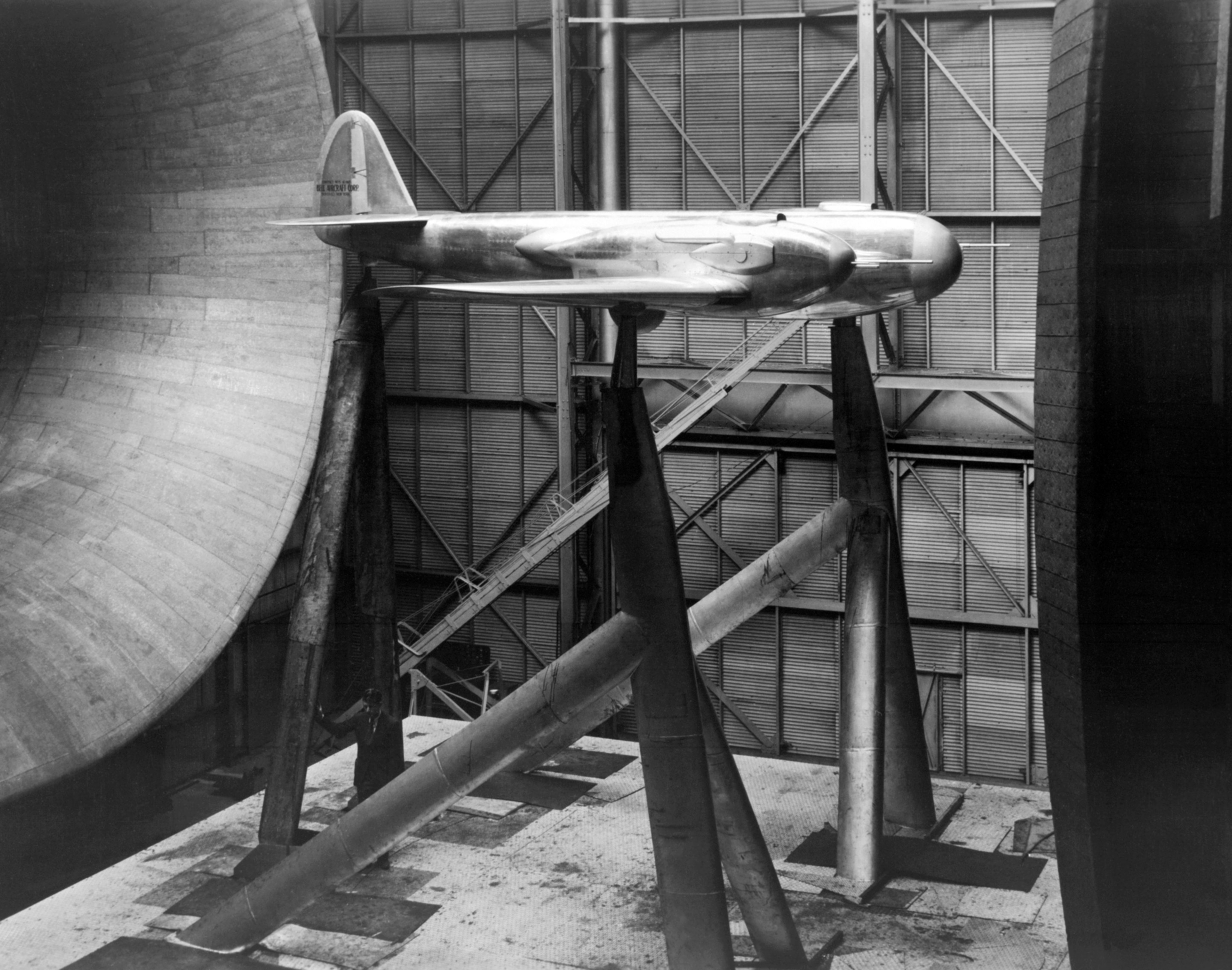
Maqueta del Bell FM-1 en el túnel de viento de Langley.

En un esfuerzo por irrumpir en el negocio de la aviación, Bell Aircraft creó un concepto único de caza ofrecido como una "plataforma antiaérea móvil", así como un "caza de convoy". Creado para interceptar bombarderos enemigos a distancias mayores que el alcance de los interceptores de caza monoplazas, el YFM-1 (Y, pruebas de servicio (service test); F, caza (fighter); M, multiplaza (multiplace)) era un diseño innovador que incorporaba muchas características nunca vistas anteriormente en un avión militar, así como varias que nunca se volverían a ver de nuevo. Usando un diseño "futurista" y aerodinámico, el Bell Airacuda parecía ser "diferente a cualquier otro caza hasta la fecha".
Según el libro Victory Through Air Power (Victoria a Través del Poder Aéreo), del Comandante Alexander De Seversky, de 1942, el Bell Airacuda "representa un gran logro de ingeniería. Pero su designación como "caza de convoy" es errónea, ya que requeriría una disposición diferente del armamento. Con su máxima potencia de fuego dirigida al frente, realmente ofrece un avance de un efectivo caza interceptor de gran alcance".
Un cañón M4 de 37 mm con un artillero acompañante fue montado en el compartimento delantero de cada una de las góndolas motrices. Aunque capaces de apuntar los cañones, el propósito principal del artillero era simplemente el de recargarlos con los 110 disparos de munición almacenados en cada góndola.
La tripulación de cinco miembros incluía al piloto y los artilleros; un copiloto/navegante, que también hacía de oficial de control de fuego, usando un sistema de control de fuego Sperry Instruments "Thermionic" (desarrollado originalmente para un cañón antiaéreo) combinado con una mira óptica giroestabilizada, para apuntar las armas; y un operador de radio/artillero, armado con un par de ametralladoras instaladas en burbujas de cintura a mitad del fuselaje, para la defensa contra ataques desde atrás.
Una característica poco usual del Airacuda era la escotilla principal de entrada. Se abría y descendía verticalmente, y disponía de tres peldaños escamoteables para permitir el acceso de la tripulación al avión.

### Defectos de diseño

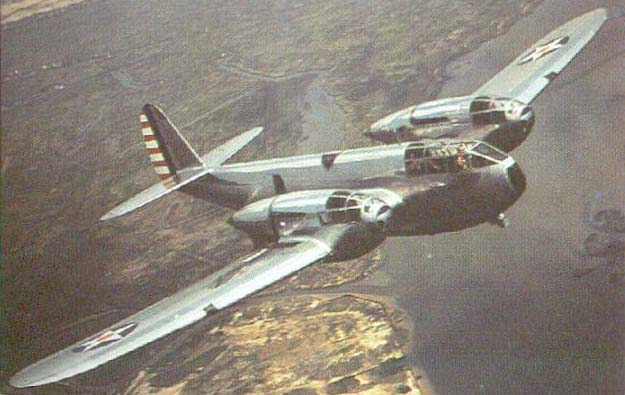
Bell YFM-1 durante las pruebas.

El Airacuda estuvo plagado de problemas desde el principio. Las elevadas estimaciones de las prestaciones nunca se alcanzaron puesto que, a pesar de su pulcra apariencia, el Airacuda era pesado y más lento que la mayoría de los bombarderos. En el caso de una interceptación por cazas enemigos, no era lo suficientemente maniobrable para el combate cerrado, mientras que la pobre carga de bombas de 270 kg era de poca utilidad en el previsto papel de cazabombardero. Incluso los cañones de 37 mm eran de menor valor que lo estimado. Tenían tendencia a llenar de humo las góndolas artilleras al disparar y, adicionalmente, persistían las dudas en cómo escaparían los artilleros en caso de emergencia, con las hélices directamente detrás de ellos. Un salto de emergencia requeriría que ambas hélices estuviesen en bandera, así que se realizó una provisión adicional para el uso de tornillos explosivos en las hélices, para expulsarlas en caso de salto.
Los motores Allison V-1710-41, aunque relativamente sin problemas en otros modelos, no tenían sistemas de refrigeración adicionales. Como muchos motores propulsores, eran proclives al sobrecalentamiento. En tierra, el avión tenía que ser remolcado hasta y desde la pista, y sólo podía ser arrancado cuando fuera capaz de despegar inmediatamente. Incluso en el aire, no era infrecuente experimentar problemas de sobrecalentamiento. Aunque diseñado para usar la turbocompresión, los primeros vuelos fueron realizados con motores V-1710-9 de carburación, que sólo desarrollaban 1000 hp cada uno. A pesar de las extensiones de la transmisión de 1,5 m, no hubo problemas con esta característica. Cuando los turbos fueron instalados en el posterior YFM-1, tuvieron problemas con los reguladores del cigüeñal del turbo, que petardeaban continuamente. Una explosión durante un vuelo de pruebas en septiembre de 1939, hizo que pareciera que los incipientes problemas motrices no se resolverían fácilmente.
Adicionalmente, Marshall Wainwright observa que otras fuentes indican que los ocho aviones iban a ser impulsados originalmente por motores Allison V-1710-13, equipados con turbocompresores General Electric Type B-6. Estos aviones fueron finalmente entregados con motores mejorados V-1710-23(D2). Wainwright establece además que dos de los fuselajes de YFM-1 fueron cambiados en la línea de producción para aceptar los V-1710-41 sin turbocompresión, convirtiéndose en YFM-1B. Esto se denota en un cambio de contrato fechado el 19 de octubre de 1939, que muestra que los aviones 38-489 y 38-490 tenían retirados sus turbos, toda la canalización asociada y los controles, e instalados en sustitución motores "Puestos a Punto para Altitud" V-1710-41(D2A). El D2A era esencialmente un -23 con mayor relación de compresión (8,77:1 contra 6,23:1), que permitía al motor desarrollar alrededor de 1090 hp a 4000 m sobre el nivel del mar. Se le pagaron 1690 dólares a Allison por modificar cada motor.
Las pruebas de vuelo iniciales realizadas por el Teniente Ben Kelsey demostraron que el Airacuda era virtualmente imposible de controlar con un solo motor, ya que el avión entraba inmediatamente en barrena. También se encontraron problemas con la estabilidad en el cabeceo, y tenían que corregirse reduciendo la potencia. El piloto de pruebas Erik Shilling describió más tarde sus experiencias en un libro Destiny: A Flying Tiger's Rendezvous With Fate, así:
"Volar el Bell Airacuda fue una experiencia nueva para mí, ya que fue el primer avión propulsor que yo había volado. Sus características de manejo eran diferentes a cualquier cosa que yo hubiera tenido en mis manos. La falta de potencia lo hacía inestable en cabeceo, pero era estable sin motor. Mientras volase recto y nivelado, si se requería una corrección en cabeceo, un movimiento hacia delante de la palanca de control resultaba en que el avión quería cabecear aún más. El control de cabeceo se convirtió en cosa de maniobrar continuamente los controles, no obstante ligeramente, incluso cuando el avión tenía el ajuste apropiado. Se podía aplicar lo mismo si se movía hacia atrás la palanca de control. Tendía a continuar cabeceando, lo que requería una respuesta correctiva inmediata. Lo mismo ocurría en un giro sin motor, el Bell se estabilizaba en el cabeceo. Esto era una suerte ya que durante la aproximación y el aterrizaje, era muy estable, y un avión de vuelo agradable".
El Airacuda también fue equipado con un complejo y temperamental sistema eléctrico y era el único avión construido hasta la fecha que contaba con una unidad de potencia auxiliar (APU) independiente para dar energía a ambas bombas de combustible, así como a los sistemas eléctricos del avión. Los sistemas que normalmente obtenían energía de los motores del avión, ahora lo hacían de un solo generador. El mismo, con su propio compresor, estaba localizado en la panza del avión. En el caso de un fallo (y ocurrían frecuentemente), la tripulación estaba instruida para comenzar inmediatamente los procedimientos de encendido de emergencia, ya que el avión básicamente se había apagado. Cuando la APU fallaba, el piloto NO tenía "presión de combustible, aire acondicionado, presión hidráulica, tren de aterrizaje, flaps ni MOTORES".

## Historia operacional
A pesar de estos problemas, fue montada finalmente una escuadrilla totalmente operacional de Airacuda, y operó desde 1938 hasta 1940. Se asignaron fondos para la compra de dos grupos de Airacuda, pero nunca se liberaron. Los continuos problemas le dieron al avión una reputación de "reina de hangar". Hacia el final de la vida operativa del modelo, los aviones fueron volados principalmente en oportunidades fotográficas y siempre acompañados por un avión de seguimiento por seguridad. Finalmente se tomó la decisión de dispersar los aviones a varios aeródromos para darles a los pilotos la oportunidad de añadir el inusual avión a sus libros de vuelo. Los Airacuda fueron enviados varias veces a Langley Field, Virginia, y a Wright Field, en Dayton, Ohio. El YFM-1 38-488 fue exhibido en la Feria Mundial de 1940 en Nueva York, pintado con los colores del 27th Pursuit Squadron. Durante esta época, el avión voló por tiempo limitado, ya que pocos pilotos estaban interesados en volar la poco usual aeronave.
Se realizaron varios planes para modificar los Airacuda y darles el estatus operacional, modificando los fuselajes y añadiendo motores más potentes, pero todas las propuestas fueron finalmente rechazadas. A principios de 1942, a pesar de los temores a los ataques de bombarderos enemigos contra los que el Airacuda fue diseñado, los aviones fueron retirados del inventario.

## Variantes
El prototipo, conocido como XFM-1, incorporaba una rueda de cola, puestos laterales de "burbuja", y una cubierta redonda y lisa. Este es el más conocido, y la versión más producida. Una versión actualizada llamada YFM-1A eliminó las burbujas laterales y añadió radiadores montados externamente y turbo-sobrealimentadores. Producida en 1940, la versión final, designada YFM-1B, era ligeramente mayor, tenía motores Allison ligeramente menos potentes e incorporaba un tren de aterrizaje triciclo. La cubierta fue rediseñada, con un parabrisas delantero plano. También fue añadida una posición del artillero ventral orientada hacia atrás. El avión resultante era aproximadamente del tamaño de un bombardero medio Douglas B-18 Bolo. Tres YFM-1B fueron producidos en 1940 antes de que la producción finalmente terminara. 
XFM-1 (Model 1)
Prototipo equipado con dos motores V-1710-13 de 1150 hp, uno construido (38-351).
YFM-1 (Model 7)
Avión de desarrollo, equipado con dos motores V-1710-23 de 1150 hp y con cañones de 37 mm en las góndolas alares, ocho construidos, dos más tarde convertidos a YFM-1B.
YFM-1A (Model 8)
Avión de desarrollo, con tren de aterrizaje triciclo, tres construidos.
YFM-1B
YFM-1 remotorizados con motores V-1710-41 de 1090 hp, dos convertidos.
YFM-1C (Model 17)
Variante propuesta que no se realizó.

## Operadores
Estados Unidos
- Cuerpo Aéreo del Ejército de los Estados Unidos

## Accidentes

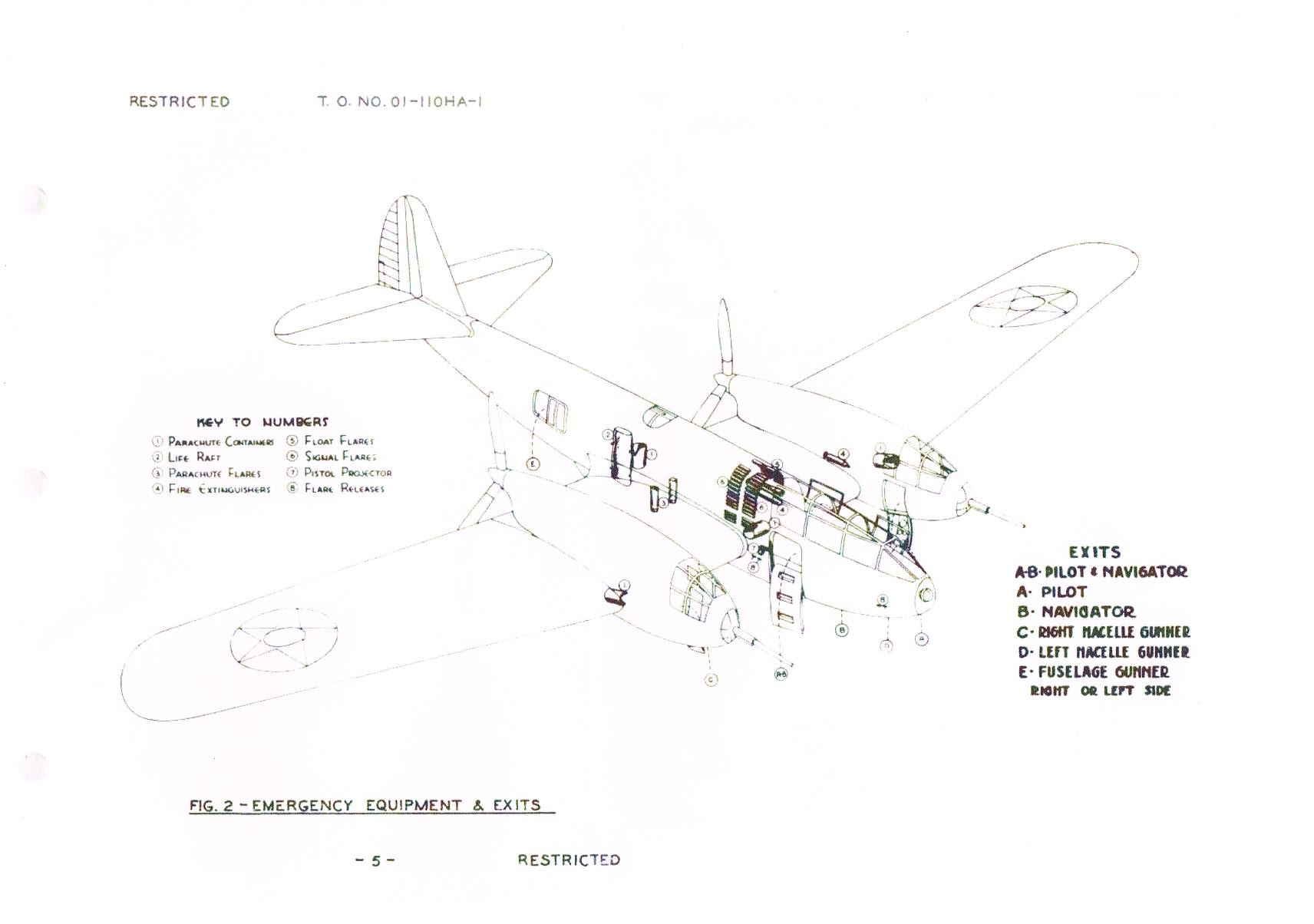
Página del manual del Bell YFM-1 y del YFM-1B (T.O.-01-110HA-1), mostrando el equipamiento de emergencia y las salidas.

A pesar de las muchas averías del avión, sólo se perdieron dos en accidentes. El séptimo avión (38-492) estaba en su último vuelo de pruebas desde la fábrica de Búfalo antes de la entrega al Cuerpo Aéreo, cuando el piloto John Strickler, un piloto de pruebas e ingeniero de Bell, y el copiloto Brian Sparks, que era el piloto de pruebas jefe de Bell en ese momento, se encontraron con problemas al recuperarse de un deliberado intento de entrada en barrena, que era parte del perfil del vuelo de pruebas. A pesar de todos los esfuerzos para salir de la barrena, el avión no respondía, y parecía que el timón se había bloqueado. El copiloto Sparks apagó los motores y esperó a que las hélices se parasen antes de saltar. Debido a la disposición en tándem de los asientos, era necesario que Sparks saliera del avión primero, y cuando lo hizo, se golpeó con la cola y se rompió las piernas (lo que liberó el timón). Strickler decidió permanecer con el avión e intentar un aterrizaje de emergencia. En este punto, el avión había perdido suficiente altitud como para no tener tiempo de encender los motores. Strickler posó duramente el Airacuda en un campo de cultivo, y salió ileso. El avión resultó tan dañado que fue desguazado.
Los tres Airacuda con tren de aterrizaje triciclo sufrieron problemas y se dañaron en un momento u otro. El accidente más serio le ocurrió al YFM-1A (Model 8) 38-497, en un vuelo desde Chanute Field al Keesler Field, Misisipi, cuando un conducto de aceite roto provocó un fuego en vuelo. La causa de la rotura pareció ser una seria vibración del fuselaje ocurrida durante el vuelo. Sin forma de extinguir el fuego, el piloto y el jefe de tripulación decidieron saltar. El piloto murió cuando su paracaídas falló al desplegarse (puede que hubiera golpeado la cola cuando saltaba). Ésta fue la única muerte ocurrida durante los vuelos de los Airacuda. El informe de la investigación del accidente expresó que "defectos inherentes en el diseño causaban constantes dificultades en el mantenimiento y el vuelo de este modelo había sido muy limitado".

## Supervivientes
En 1942, los nueve aparatos YFM-1 supervivientes fueron volados por tripulaciones de transporte a una instalación de entrenamiento en Chanute Field, Illinois, donde los aviones fueron asignados al 10th Air Base Squadron para ser usados para instrucción de tripulaciones de tierra. En marzo de 1942, todos los Airacuda fueron desguazados.

## Especificaciones (XFM-1)
Referencia datos: Angelucci

### Características generales
- Tripulación: Cinco (piloto, copiloto/navegador, radio operador/artillero, dos artilleros)
- Longitud: 13,7 m (44,9 ft)
- Envergadura: 21,3 m (69,9 ft)
- Altura: 4,1 m (13,5 ft)
- Superficie alar: 63,5 m² (683,5 ft²)
- Perfil alar: NACA 23018/NACA 23009[17]
- Peso vacío: 6067,3 kg (13 372,3 lb)
- Peso cargado: 7862,1 kg (17 328,1 lb)
- Peso máximo al despegue: 9808,9 kg (21 618,8 lb)
- Planta motriz: 2× motor lineal V-12 con turbocompresor, refrigerado por líquido Allison V-1710-9.
  - Potencia: 813 kW (1121 HP; 1105 CV) cada uno.
- Hélices: tripala

### Rendimiento
- Velocidad nunca excedida (Vne): 445,8 km/h (277 MPH; 241 kt)
- Velocidad crucero (Vc): 392,7 km/h (244 MPH; 212 kt)
- Alcance: 4184 km (2259 nmi; 2600 mi)
- Techo de vuelo: 9296 m (30 500 ft)
- Régimen de ascenso: 7,5 m/s (1476 ft/min)

### Armamento
- Ametralladoras: 

  - 2x Browning M1919 de 7,62 mm en el frontal de las góndolas
  - 2x Browning M2 de 12,7 mm en burbujas laterales con 600 disparos por arma

- Cañones: 

  - 2 M4 de 37 mm con 110 disparos por arma
- Bombas: 

  - 20 de fragmentación de 13,6 kg en bodegas alares

## Aeronaves relacionadas

### Aeronaves similares
- Messerschmitt Bf 110
- Curtiss XP-71
- Vickers 414

### Secuencias de designación
- Secuencia Numérica (interna de Bell): 1 - 2 - 3 - 4 - 5 - 6 - 7 - 8 - 9 - 10 - 11 -- 14 - 15 - 16 - 17 - 18 - 19 - 20 →
- Secuencia FM-_ (Cazas Multiplaza del USAAC, 1936-1941): FM-1 - FM-2